# Buraimi (Gouvernement)
Das Gouvernement (arabisch محافظة, DMG muḥāfaẓa) al-Buraimi (arabisch محافظة البريمي, DMG Muḥāfaẓat al-Buraimī) ist ein Gouvernement (Verwaltungsregion) im Nordwesten des Sultanats Oman. Zur Volkszählung vom 21. Dezember 2010 hatte das Gebiet eine Bevölkerung von 72.917, eine Abnahme gegenüber der 76,838 zur Volkszählung vom 7. Dezember 2003. Die Fläche des Gebiets erstreckt sich über rund 7000 Quadratkilometer.
Seine Hauptstadt ist Buraimi. Das Gouvernement ist verwaltungsmäßig weiter untergliedert in die drei Wilayat Buraimi, Mahda und as-Sinaina.
Bis Oktober 2006 war das Gebiet Teil der Region az-Zahira.

## Geographische Lage
| Vereinigte Arabische Emirate (Emirat Ra’s al-Chaima) | Vereinigte Arabische Emirate (Emirat Ra’s al-Chaima) | Schamal al-Batina |
| Vereinigte Arabische Emirate (Emirat Abu Dhabi)      | Kompassrose, die auf Nachbargemeinden zeigt          | Schamal al-Batina |
| Vereinigte Arabische Emirate (Emirat Abu Dhabi)      | az-Zahira                                            | az-Zahira         |